# 파이어하트
《파이어하트》(영어: Fireheart)는 2022년 프랑스, 캐나다의 애니메이션 모험 코미디 가족 영화이다.
극장 개봉은 롯데시네마에서 단독개봉을 하였다.

## 성우
- 올리비아 쿡 - 조지아 홀든 역
- 케네스 브래너 - 숀 놀런 역
- 로리 홀든 - 폴린 역
- 라이언 W. 가르시아 - 리카르도 역
- 윌리엄 샤트너 - 지미 머레이 역
- 케빈 데니스 - 리포터 역
- 던 포드

## 한국어
- 소연 - 조지아 홀든 역
- 오인성 - 숀 놀런 역

## 참고 사항
- 같은 주에 한국에선 똑같이 소방관을 소재로 한 프랑스의 블록버스터 노트르담 온 파이어가 개봉했다.